# Caridina macrodentata
Caridina macrodentata е вид десетоного от семейство Atyidae.

## Разпространение и местообитание
Видът е разпространен в Япония.
Обитава сладководни басейни и потоци.